# Oerlenbach
Oerlenbach là một đô thị ở huyện Bad Kissingen bang Bayern nước Đức. Đô thị Oerlenbach có diện tích 33,41 km², dân số thời điểm ngày 31 tháng 12 năm 2006 là 5203 người.